# خنمت نفر حجيت الثانية
| Xnm · t | nfr | HDt | wr · t |

| Xnm · t | nfr | HDt | wr · t |

خنمت نفر حجيت الثانية كانت ملكة مصرية قديمة من الأسرة الثانية عشرة ، و هي زوجة الملك سنوسرت الثالث.
و قد كانت واحدة من أربع زوجات معروفات للملك سنوسرت الثالث، والثلاثة الأخرى هن مريت سجر ، نفرت حنوت و (ربما) سات حتحور يونيت. و كان اسمها أيضاً لقباً مميزاً للملكات ، فخنمت نفر حجيت يعني «المتحدة مع التاج الأبيض». و هي مذكورة على اثنين من تماثيل زوجها (واحد منهما الآن في المتحف البريطاني و الآخر في المتحف المصري بالقاهرة، و قد عثر هذا الأخير في إهناسيا) ، و دفنت هذه الملكة في الهرم التاسع في مجمع هرم الملك سنوسرت الثالث في دهشور، حيث تم العثور على مجوهراتها في عام 1994.
و كانت ألقابها : الزوجة الملكية ، عظيمة الصولجان.

## اقرأ أيضاً
- خنمت نفر حجيت الأولى
- خنمت نفر حجيت الثالثة
- الدولة الوسطى

## الهوامش
1. 1 2 3  Aidan Dodson & Dyan Hilton, The Complete Royal Families of Ancient Egypt, Thames & Hudson (2004), p.96
2. ↑  Aidan Dodson & Dyan Hilton, The Complete Royal Families of Ancient Egypt, Thames & Hudson (2004), pp.92, 96